# Savòr
Il savòr è una conserva dolce tipica della tradizione contadina dell’Emilia-Romagna a base di mosto d'uva con frutta mista. Si presenta di colore scuro e dal sapore intenso.

## Preparazione
Viene messo a bollire il mosto d'uva fino a che, per evaporazione, si concentra al 50%. Si aggiunge la frutta a pezzi: mele cotogne, mele, pere, pere volpine, bucce di melone essiccate, fichi secchi, scorze di agrumi, noci, mandorle, pinoli. Si fa bollire il tutto per qualche ora fino a quando il composto si addensa e assume un colore marrone scuro. Si lascia intiepidire e si mette in vasi ben chiusi. 

## Consumo
Preparato in estate per utilizzare le eccedenze di frutta, veniva conservato in vasi di terracotta. Molto calorico, era consumato nei periodi invernali come alimento di riserva, quando era limitata la disponibilità di frutta e alimenti freschi.. Quando nella tavola contadina il cibo era scarso si ricorreva al savòr sulla piadina in Romagna, o vi si intingeva il pane; diventava il secondo piatto dopo una minestra. I bambini si preparavano un sorbetto raccogliendo neve pulita e mescolandovi un cucchiaio di savòr. Serviva anche per farcire dolci, come la ciambella, o come ripieno per i sabadoni.
Più recentemente alcuni lo consumano anche in abbinamento ai formaggi freschi o stagionati. 
Viene inoltre utilizzato come farcitura del bensone modenese.
In Emilia è utilizzato come ingrediente del Pane di Natale e nel ripieno di dolci vari come i ravioli al forno ed i tortelli dolci fritti, mentre nel Reggiano è usato nel ripieno dei tortelli di zucca o con la polenta calda.